# Quintus Caecilius Marcellus Dentilianus
Quintus Caecilius Marcellus Dentilianus (vollständige Namensform Quintus Caecilius Quinti filius Arnensis Marcellus Dentilianus) war ein im 2. Jahrhundert n. Chr. lebender römischer Politiker. Durch eine Inschrift, die in Thibiuca gefunden wurde, sind einzelne Stationen seiner Laufbahn bekannt. Seine Laufbahn ist in der Inschrift in aufsteigender Reihenfolge wiedergegeben.
Dentilianus begann seine Laufbahn als Xvir stlitibus iudicandis, gefolgt von seinem Militärdienst als Tribunus militum in der Legio XI Claudia Pia Fidelis; die Legion hatte ihren Hauptstandort in Durostorum in der Provinz Moesia inferior. Danach wurde er Quaestor in der Provinz Africa. Im Anschluss war er in Rom curulischer Aedil und Praetor; er hatte als Kandidat für diese beiden Ämter die Unterstützung von Hadrian (117–138).
Als Nächstes war er als Legatus proconsulis zunächst dem Statthalter in der Provinz Creta et Cyrene und danach dem Statthalter in Hispania Baetica zugeordnet. Einige Zeit später wurde er selbst Statthalter (Proconsul) in der Provinz Creta et Cyrene. Danach übernahm er als Legatus legionis die Leitung der Legio XII Fulminata, die ihr Hauptlager in Melitene in der Provinz Cappadocia hatte; er war vermutlich von 142 bis 145 Kommandeur der Legion. Zuletzt wurde er Statthalter (Legatus Augusti pro praetore) in der Provinz Gallia Aquitania; er amtierte vermutlich von 146 bis 149 in der Provinz. Möglicherweise erreichte er zwischen 149 und 151 noch ein Suffektkonsulat; dies wird aufgrund einer unvollständig erhaltenen Inschrift vermutet.
Dentilianus war in der Tribus Arnensis eingeschrieben. Er stammte aus Carthago (oder der Umgebung) und war in seiner Heimat Patron der Kolonie von Thuburbo Minus (coloniae patrono Thibiucenses). Sein Vater war Quintus Caecilius Marcellus, der durch eine Inschrift belegt ist. Sein Sohn war Quintus Caecilius Dentilianus, Suffektkonsul im Jahr 167.